# Nicolas Sturm

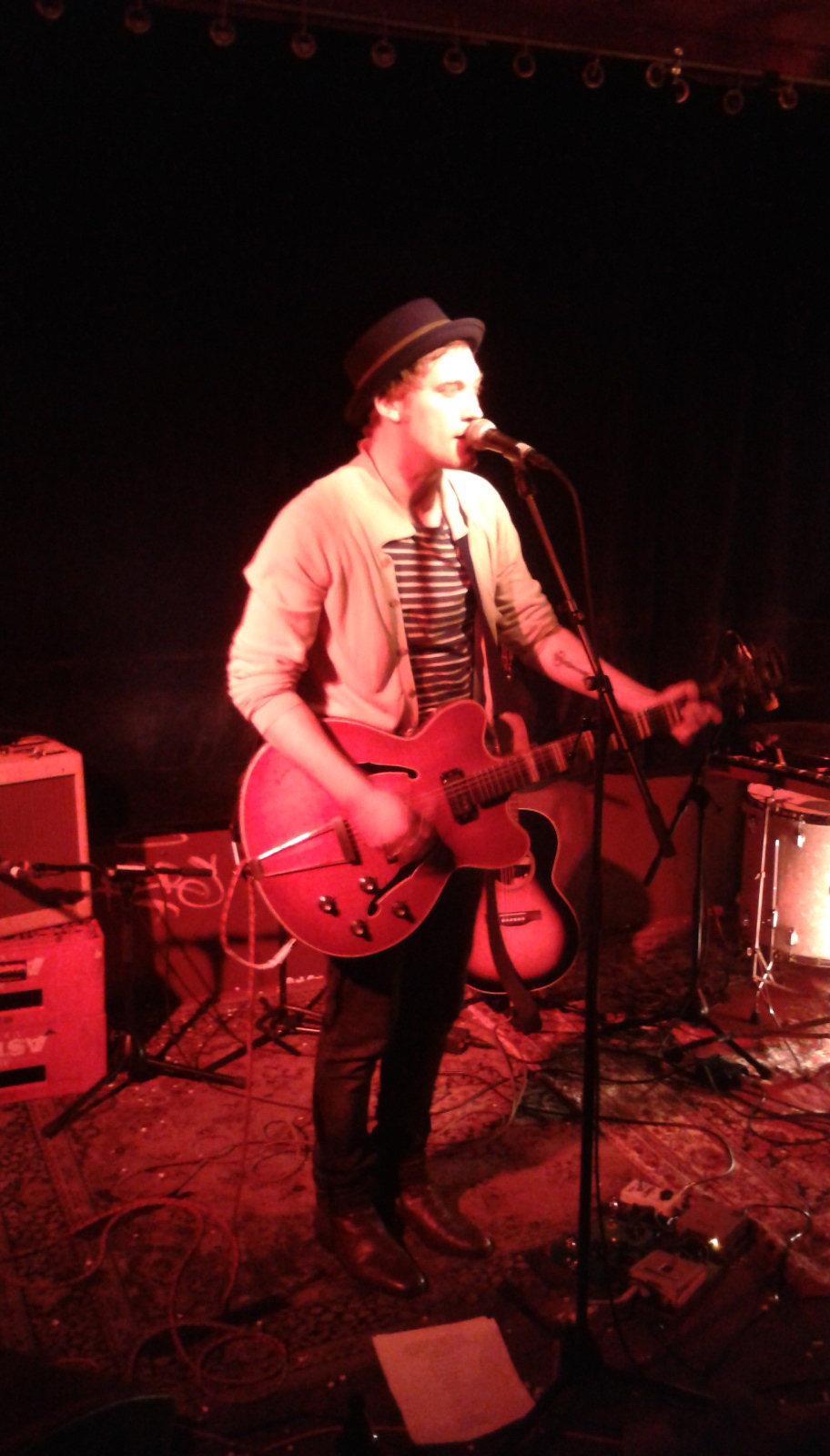
Nicolas Sturm, Hamburg Astrastube 2013

Nicolas Sturm (* 1982 in Stuttgart) ist ein deutscher Sänger und Musiker. Neben seiner Tätigkeit als Solokünstler ist er Gitarrist und Sänger bei der Punkband Alte Neue Tricks. Er ist außerdem Teil des Künstlernetzwerks Omaha Records. Sturm ist ein Künstlername, seine Familie ist serbischer Abstammung.

## Werdegang
Zu Beginn des Jahrtausends zog Nicolas Sturm nach Freiburg, spielte in verschiedenen Bands und nahm auf einem Vierspur Kassettenrecorder mehrere Solo-Eps auf, die er selbst veröffentlichte. 2010 erschien über Omaha Records die EP Doppelleben, die in verschiedenen Blogs und Magazinen positiv besprochen wurde.
2012 erschien Nicolas Sturms gleichnamiges Debütalbum bei PIAS/Roughtrade.
Das Album wurde von der Kritik ebenfalls positiv aufgenommen. Der Rolling Stone schrieb: „Sturm dichtet und singt auf seinem Debüt so schön wie zurzeit höchstens Gisbert zu Knyphausen.“
Ende 2012 spielte Nicolas Sturm im Rahmen der Ausstellung Musik + X des Goethe-Instituts ein Konzert in Sankt Petersburg und trat in der Harald-Schmidt-Show auf.
2013 veröffentlichte Sturm die Manhattan EP, welche laut Flight 13 Records Assoziationen an Nick Cave und die frühen Tocotronic wecke. Live trat Nicolas Sturm, begleitet vom Multiinstrumentalisten Jeremy Dhôme, als Duo auf.
Ende 2016 erschien auf dem Berliner Label Staatsakt sein Album Angst Angst Overkill, auf dem sich Sturm mit dem vorherrschenden politischen und gesellschaftlichen Klima in Deutschland auseinandersetzt. Stilistisch ist es vom Gitarrenpop der 80er Jahre, namentlich Bands wie The Smiths und The Cure geprägt. Für das intro Magazin beweist sich Sturm mit Angst Angst Overkill als „würdiger Vertreter von Haltung und Sprachbegabung in der deutschsprachigen Musiklandschaft“.
Das Management übernimmt seit 2016 der Wiener Verleger Stefan Redelsteiner, der unter anderem mit den österreichischen Künstlern Voodoo Jürgens und Wanda zusammenarbeitet.
Konzerte bestreitet Nicolas Sturm seit 2016 in voller Bandbesetzung. Im Herbst desselben Jahres erfolgte eine Tournee mit der Hamburger Band Trümmer.

## Auszeichnungen
- Platz 1 beim Panikpreis-Wettbewerb 2008 der Udo-Lindenberg-Stiftung[22]

## Diskografie

### Alben
| Jahr | Album                | Anmerkungen     |                 |
| ---- | -------------------- | --------------- | --------------- |
| 2012 | Nicolas Sturm        | PIAS Recordings | PIAS Recordings |
| 2016 | Angst Angst Overkill | Staatsakt       | Staatsakt       |

### Singles und EPs
| Jahr | Single      | Anmerkungen         |                     |
| ---- | ----------- | ------------------- | ------------------- |
| 2010 | Doppelleben | EP, Omaha Records   | EP, Omaha Records   |
| 2013 | Manhattan   | EP, PIAS Recordings | EP, PIAS Recordings |